# Фаустино Боккі
Фаустино Боккі (італ. Faustino Bocchi; 17 червня 1659, Брешія — 27 квітня 1741, Брешія) — італійський художник доби бароко. Робив релігійні композиції, натюрморти. Уславився як італійський митець жанру бамбочанті (кумедних картин з життя ліліпутів).

## Маловідома біографія
Відтворення повної біографії митця не зроблено. Маємо уривчасті звістки. Народився в місті Брешія в родині Джакомо та Джулії Файоні. За традиційними уявами художнє ремесло опановував в майстерні художника Анжело Еверарді. Останній за тодішньою італійською традицією мав прізвисько Фьямінго, тобто фламандець. Анжело Еверарді відрізнявся знанням фламандського живопису і сам був прихильником його стилістики.
За іншими даними, Фаустино починав навчання у Карло Бачоккі і лише по смерті Бачоккі в 1678 році перейшов у майстерню Еверарді. Як більшість італійців, кохався музиці, залюбки проводив час в веселому товаристві і сам добре грав на арфі.
Спробував себе в галузі релігійного живопису. Дослідникам відомі його релігійні композиції ("Сюжети з життя Св. Бенедикта ", «Двоє святих» тощо). Частка картин біблійної тематики пензля Ф. Боккі прикрашала поруйновану пізніше церкву Пьєта ді Брешия. Твори виконані з впливом академізму в темних кольорах. По руйнації церкви розійшлися по приватним збіркам. Але художник не користувався популярністю у очільників церков, про що свідчать платіжні відомості, знайдені в архівах. Ціни за виконані ним композиції низькі і дорівнювали цінам, виплаченим провінційним і другорядним художникам на кшталт Антоніо Палья чи Джузеппе Тортеллі.

## Впливи Пітера ван Лара
Художня манера Фаустино Боккі мала декілька впливів, серед яких мандрівні гравюри з творів Ієронімуса Босха та картин голладця Пітера ван Лара, сатиричні за духом гравюри Жака Калло. Але найбільший вплив на художню манеру митця мали композиції Пітера ван Лара, що шістнадцять років працював в Італії і малював маленькі картини з зображенням кумедних сцен жебраків, подорожніх, провінційної бідноти. Вони отримали назву бамбочанті. Фаустино Боккі спеціалізувався на зображенні фантазійних і кумедних ситуацій з побуту ліліпутів, що і принесло митцю визнання серед місцевих мешканців. Серед сюжетів — "Полювання на курча ", "Захист від атаки краба ", "Ліліпути запалюють вогонь ", "Танок ліліпутів біля ручая " тощо. В картині "Захист від атаки краба" ліліпути страждають від дзобів птахів, атак краба, з яким воюють на смерть, розладів шлунку і метушаться з клістіром. Хоча в творчому спадку майстра були і натюрморти, і пейзажі, і картини з зображенням птахів. Більшість картин митця перебуває в приватних збірках, їх повного каталогу ще не складено. Серед віднайдених — релігійна композиція « Св. Марк» з церкви делла Каріта, дата якої 1726 р.
Сценки з життя ліліпутів ведуть своє походження з мистецтва Фландрії. Був прихильником цього жанру також і художник з Флоренції Баччо дель Бьянко. Кумедні малюнки Баччо дель Бьянко збирав художник П'єр Леоне Гецци, сам непоганий карикатурист. Якщо правда, що Фаустино Боккі якийсь час працював у Флоренції, то міг зустрічатися з П'єр Леоне Гецци та бачити ці малюнки.
|                                 |                                                     |                    |
| «Захист від атаки краба», Падуя | « Кумедний портрет в стилі Арчімбольдо», 1730 року. | «Прибуття дружини» |

## Вибрані твори
- "Захист від атаки краба ", Падуя
- "Алегорія слуху " Москва
- "Алегорія смаку ", Москва
- "Полювання на курча ", Брешія
- "Натюрморт "
- "Танок ліліпутів біля ручая ", Варшава
- "Незваний гість "
- "Варять макарони ", Варшава
- "Ліліпути запалюють вогонь "
- "Хворий перед богом Паном ", Падуя
- "Червоний папуга ", Падуя
- "Піклування про дрозда ", Варшава